# Instrument européen de voisinage
L’Instrument européen de voisinage, abrégé IEV (ENI en anglais pour European Neighbourhood Instrument), anciennement IEVP, est le principal mécanisme financier par lequel l'aide de l'UE est acheminée aux pays partenaires de la Politique européenne de voisinage (PEV), ainsi qu’à la Russie. Géré par EuropeAid, l’IEVP est un instrument de coopération qui permet de traduire en actions sur le terrain les décisions prises sur le plan politique.
Opérationnel depuis janvier 2007, l’IEVP a remplacé le MEDA, instrument de financement du Partenariat Euro-Med, et TACIS, programme en faveur des voisins de l’Est, ainsi que d’autres mécanismes financiers. 
Les 16 pays partenaires de l’IEV sont :
IEV Sud - Algérie, Égypte, Israël, Jordanie, Liban, Maroc, Territoires palestiniens occupés, Syrie, Tunisie
IEV Est - Arménie, Azerbaïdjan, Belarus, Georgie, Moldavie, Ukraine, Russie
La Russie reçoit des financements au titre de l’IEV, même si les relations avec ce pays voisin ne sont pas régies dans le cadre de la PEV, mais dans celui d’un partenariat stratégique couvrant quatre « espaces communs ».
La Libye bénéficie d’un statut d’observateur dans le Partenariat euro-méditerranéen et est éligible à un financement au titre de l’IEV. Des négociations en vue d’un accord-cadre UE-Libye ont été engagées en novembre 2008.

## Objectifs
Selon le règlement IEV, l'objectif de l'IEV est de fournir une assistance communautaire pour le « développement d'une zone de prospérité et de bon voisinage » couvrant l'Union européenne et les pays et territoires partenaires.

## Compléments